# Лекарска грешка
Лекарска грешка је поступање лекара противно правилима медицинске струке (лат. contra legem artis) или непоштовање правила која чине медицински стандард (скуп правила којих се мора придржавати сваки лекар приликом интервенције). Лекарска грешка која се традиционално и упорно везује за поступке лекара и њихову правну одговорност, има много шире импликације, јер се може односити и на поступке било ког здравственог радника који учествује у лечењу пацијената. Једним делом то је последица чињенице да јавност у принципу лекара сматрају одговорним за пацијента (па тако и за случај погоршања његовог здравља), а другим што се у судкој пракси процеси најчешће воде против лекара. Лекарска обавезе према пацијенту у односу на његово телесно и ментално здравље, као и социјално благостање, може се посматрати тространо, као професионално или стручно правно и морално гледиште. Професионална или стручна страна процењује се према стандардима прописаним у медицинској струци, које подразумева да је то у складу са понашањем једног разумног и пажљивог стручњака. Моралне дужности лекара произилазе из његове професионалне обавезе да савессно и одговорно обавља дужност ради које је и ступио у однос са пацијентом. Правне обавезе лекара заснивају се уговором и тичу се пружања услуге лечења, у складу са прописима а према процедурама у поступку лечења које је одредила медицинска наука, пракса и етичка норма.
Без обзира што се појам „лекарске грешке“, може разматрати и са медицинског и са правног становишта, преовладава размишљање да се ипак ради о правном појму.

## Историја
Медицинска грешка повезана је са вештином дијагностиковања и лечења и стара је колико и сама медицина, а одговорност медицинских радника за стручне грешке постоји колико и сама професија.
У раним друштвима у којима је лекар сматран шаманом, врачем, чаробњаком од кога је зависио живот и опстанак, одговорност за смрт болесника била је апсолутна; нису се разликовали умишљај, немар, случај.
Прва писана сазнања о несавесном лечењу датирају још из времена Старог вавилонског царства, које свој пуни развој достиже у време Хамурабија (1792. п. н. е—1750. п. н. е.), када је донет први писани закон робовласничког друштва – „Хамурабијев закон“, у коме су између осталог у параграфу 218 до 220, били регулисани хонарари хирурга за лечење, али и тешке казне за неуспех.
...„Ко повреди неког у тучи мора платити лекара... Лекар који излечи преломљени уд треба добити пет сребрњака... Ако лекар неког оперише ножем нека добије десет сребрњака, а ако је пацијент роб нека његов господар плати лекару пет сребрњака... Ако пацијент умре кривицом лекара или изгуби око треба лекару одрезати обе руке... Ако је болесник био роб лекар га мора надокнадити другим робом.
Вавилонци су како би побољшали квалитет лечења, али и смањили број грешака, увели и неке основне принципе медицине као што су дијагноза, прогноза, физикални преглед, рецепти. Осим тога, Дијагностички приручник из тог доба увео је методе терапије и етиологије и коришћење емпиризма, логике и рационалности у дијагнози, прогнози и терапији.
Сазнања о несавесном лечењу постојала су и у време Хипократа када су лекарима била позната могућа нежељена дејства лечења. У једанаестом делу пете књиге о епидемијама, коју је поред Хипократ заправо написало неколико људи са различитим ставовима, стоји; „помоћи али без повреда“ (или у оригиналу на - грч. Ofeleein i mi vlaptein). Овај израз, по неким историчарима медицине, инспирисао је Галена да изрекне познату латинску изреку - лат. Primum non nocere.
У старом Риму постојала је одговорност лекара за смрт пацијента под условом да је она настала као последица стручне грешке, јер су Римљани сматрали да је неумешност равна немарности. Појам лекарске грешке у Римском праву је био широк и обухватао је: неискуство, неопрезност, и неуказивање медицинске помоћи.
У раном Хришћанству, неуспело лечење је кажњавано смрћу и конфискацијом имовине лекара. У царској Русији, у руском Казненом закону из 1885. године, за очигледне и озбиљне лекарске пропусте у лечењу била је прописана забрана бављења лекарском праксом, а за смрт болесника и узроковање значајнијег оштећења његовог здравља – захтевано је црквено покајање.
Стручна лекарска грешка, као проблем у медицини, први пут се у литератури појављује средином 19. века када је у породилиштима широм Европе владала је, породиљска грозница. Пренос патогених бактерија из обдукционих сала у болничка породилишта грешком су вршили лекари који нису мењали одећу и прали руке, што је имало за последицу висок морталитет трудница породиљском сепсом (или породиљском грозницом). Ову јатрогену болест и њеног узрочника идентификовао је Игнасио Фелипе Семелвајс, који је и увео у медицинску праксу једноставан метод дезинфекције, прање руку дезинфицијентним средством, и тиме спасао безброј живота породиља, а лекаре од лекарске грешке.
Лекарску грешку први је дефинисао у другој половини 19. века немачки лекар Рудолф Вирхов (Rudolf Virchow 1821—1902 ) који је стручну грешку лекара (Kunstfehler der Ärzte) дефинисао као; кршење општепризнатих правила вршења лечења услед одсуства потребне пажње или опрезности.
Првобитна Вирховљева дефиниција као и модерна схватања лекарске грешке садрже у себи и кривицу лекара за учињену грешку. Овај израз се користи у медицинским поставкама највероватније од 1860. године, када је лекарска грешка прихвачена као кршење општепризнатих правила лечења због недостатка дужне пажње или опреза. Кратко речено било би то, поступање супротно правилима медицинске струке (contra legem artis) – или непоштовање правила која чине медицински стандард. Првобитна Вирховљева дефиниција као и модерна схватања лекарске грешке садрже у себи не само поступање супротно од медицинских стандарда већ и кривицу за учињену грешку.

## Епидемиологија
Седамдесетих година 20. века немачки стручњаци из Института Роберт Кох, Немачка, објавили су да се у Немачкој годишње подне 40.000 приговора због лекарске грешке. Након спроведених истражњих радњи више од 12.000 приговора остао је недоказан, иако је израчунато да да је број жртава лекарске грешке током једне године далеко већи од броја саобраћајних незгода.
Према истраживањима спроведеним у Институту за медицину у САД у 2000. години, процењено је да од лекарске грешке у САД годишње умре између 44.000 и 98.000 пацијената.
Британски извори наводе и истовремено упозоравају, да је у протеклих 30 година значајно (за 1.200%) повећан број одштетних захтева пацијената по основу лекарске грешке.

## Лекарка грешка у упоредном праву
У европском праву разликују се два правна система: континентални и англосаксонски. Законодавство Србије спада у континентални тип, са израженим склоностима са законодавством германске подваријанте.
У немачком праву уместо термина стручна лекарска грешка, користи се термин грешка у лечењу или третману. Сам појам односи се на непоштовање стандарнда медицинске струке, и обухвата сваку предузету активност лекара која је неподесна према актуелном стању медицинске науке. При томе предузете радње према пацијенту могу бити: нечињење, чињење, предузимање идентификованог или неидентификованог поступка у лечењу и друге грешке од којих је дошло приликом узимања анаменезе, постављања дијагнозе, спровођења профилаксе, терапије или накнадно у току неге пацијента.
У енглеском праву још у 19. веку кроз поједине судске случајеве развила се одговорност лекара за штету учињену пацијенту погрешним лечењем. To право је имало утицај и на све некадашње Британске империје, што је утицало на, општегледано, на сличност између енглеског, америчког и права других држава које су припадале тзв. Комонвелту. У енглеском праву традиционално се први пут уводи и разлика у односу на то да ли је пацијент добио приватну услугу или услугу остварује на основу здравственог осигурања.
Руско право дели лекарске грешке на оне које су настале несавесним и савесним радом лекара. Руски академик Давидовски међу првима је дефинисао појам лекарске грешке као свесну заблуду лекара која се темељи на насавршености стања медицинске науке и њених метода испитивања, или због особености тока болести одређеног пацијента или недостатка знања и искуства лекара. Руски правници лекарску грешку дефинишу као погрешно чињење или нечињење лекара при извршавању својих дужности које се тичу дијагностике, организације и спровођења терапијско профилактичких мера које у зависности од реалног исхода, може бити оцењено или као прекршај или кривично дело. Поред лекарске грешке у медицинском праву постоји и појам несретног случаја у медицини, уколико се он десио а да при томе није праћен било каквом одговорношћу лекара.

## Ограничења у медицинској науци која могу утицати на лекарску грешку
Приписивање, по сваку цену, јатрогених обољења, или лекарске грешке медицинској некомпетентности, немари или немогућности великих медицинских институција да пруже адекватну здравствену бригу и одговарајућу психолошку средину за болесне људе, парцијално објашњава овај феномен, јер га појединци (понекад) чине пренаглашеним; болесници у јаком болу и патњи у терминалној фази болести, родбина у болу за изгубљеном особом, „преваранти“ жељни секундарне материјалне користи или медији у потрази за сензационалистичким информацијама.
Непредвидивост медицине
По професору Мишри енгл. Mishri: Human error in laparascopic surgery)... системски пропусти у здравству су стално присутни у скривеној форми, „а грешка само чека да се деси“ .
Бројни фактори међутим чине овај феномен понекад и „оправданим-неизбежним“ због непредвидљивости моћних модерних лекова и инвазивних терапијских процедура, а и претпоставке и сазнања конвенционалне медицине о природи болести и људског организма, на одређеном нивоу њеног развоја. Склоност организма, али и специфичност неког поремећаја ка реактивним компликацијама према одређеним специјалистичким третманима, чине да болест организма из необјашњивих разлога изазове поремећај који медицина није у стању да предвиди и победи.
Противуречност знања и могућности медицине
Једна од значајних противуречности која се тиче положаја медицине у друштву је противуречност њеног знања и могућности у односу на захтеве које јој друштво поставља. Захтеви оболелих и стрепње од болести здравих, по правилу, надмашују актуелна знања и моћ медицине. Неразвијеност или релативна развијеност медицине директно, са своје стране, утиче на потенцирање дилеме око јатрогеније. Многа медицинска питања и проблеми (рак, неке кожне болести, схизофренија) до данашњих дана нису у потпуности разјашњена. Медицинска пракса често је због те чињенице принуђена да се бави последицом, не познавајући узрок обољења. У таквим случајевима, могућност да се „пренагласи” болесник на рачун болести произилази из базично нерешеног научног проблема – немогућности сагледавања узрочности болесне појаве. Наведене противуречности су истовремено и покретачи и извори развоја медицине.

## Супротстављени ставови
Сваки људски организам је другачији, и његове индивидуалне реакције на одређене медицинске мере не могу се сигурно предвидети ни контролисати.
| „ | Због сложености физиолошких процеса у човековом телу и истовременог супротног деловања болести и лечења, конкретан ток оштећења здравља, у већини случајева, не може се накнадно утврдити са потребном сигурношћу, јер није могућа тзв. „реконструкција догађаја“. | ” |

Узрок пацијентовог оштећења здравља могу бити и други фактори, а не само лекарска грешка. Зато лекарска грешка сама по себи не повлачи ни кривичну, ни грађанску одговорност онога ко је њу начинио. Одговорност наступа само уколико је грешка нанела штету пацијентовом здрављу.
Ту настају многи проблеми у доказивању стварног постојања лекарске грешке, јер се утврђивање узрочне везе, у поступку пред судом, одвија на основу хипотетичког питања какав би исход лечења био у случају да је лекар поступио онако како није требало. Тада пацијент мора да докаже да штета коју је претрпео не би настала без лекарске грешке. Међутим, извођење такавих доказа представља нарочит проблем, због којег се многи спорови против лекара окончавају безуспешно. Јер лекар делује на живи људски организам који је склон индивидуалним биолошким и психичким реакцијама, које се не могу пре почетка лечења поуздано предвидети, ни контролисати, што само по себи искључује одговорност лекара.
Зато од тренутка појављивања појма несавесно или нестручно лечење оно постаје поље спорења медицинске и правне науке. Суштина проблема је била у дилеми: да ли садржину појма чине и објективни и субјективни елементи, да ли појам “несавесно лечење” обухвата само кршење правила медицинске науке и праксе или и непридржавање, или кршење правила о пажљивом поступању.
Одговорност лекара представља у основи одговорност за грешку и то јесте тековина судске праксе. Међутим због специфичности медицинске делатности, сагледавање лекарске грешке попримило је дуплу аксиоматску димензију, лекарске и правне струке, истовремено комплементарну и различиту, која обухвата:
- медицинско одређење грешке у коме је она окарактерисана према важећој научној норми (медицине, и њој комплементарних ддисциплина),
- правно одређење грешке, које грешку повезује са пропустима у извршавању правно преузетих обавеза.

У сваком спорном случају битан елемент одговорности састоји се у томе да се установи грешка, као кршење дужног понашања од стране лекара или другог професионалца. При томе, уочава се и упоредноправни и виши степен заштите људских права у области здравља што исто тако намеће и шири појам схватања лекарске грешке, са посебним значајем на њену правну природу.

## Манифестације и подела
Лекарске грешке се могу манифестовати у:
- Чињењу или пропуштању.
- Предузимању неиндикованог или у предузимању погрешног индикованог медицинског захвата.
- Погрешним мерама или непрописним диспозицијама лекара.

### Критеријуми разврставања лекарских грешака
Иако поделе лекарских грешака немају практичан значај, нити имају значај са правног становишта, у овом тексту биће наведене неке од њих
Критеријум грешака према појединим периодима збрињавања пацијената
- дијагностичке грешке,
- грешке у организацији медицинског збрињавања,
- грешке у вођењу медицинске документације,
- грешке у понашању медицинског особља,
- тактичке грешке,
- техничке грешке.[18]

Критеријум грешака према избору методе дијагностике или лечења
- тактичке (погрешан избор метода испитивања ради постављања дијагнозе)
- техничке (непрописно спровођење дијагностичких и терапијских мера).

Критеријуми грешака према етапама лечења
- дијагностичке,
- терапијске,
- профилактичке.

Подела лекарских грешака са правног становишта
Са становишта медицинског права лекарске грешке се деле на:
- Неизбежне лекарске грешке и грешке које су се могле избећи
- Грешке које повлаче и грешке које не повлаче одговорност.